# Kallima pherekrates
Kallima pherekrates är en fjärilsart som beskrevs av Hans Fruhstorfer 1904. Kallima pherekrates ingår i släktet Kallima och familjen praktfjärilar. Inga underarter finns listade i Catalogue of Life.